# 1945 en Nouvelle-Écosse
Chronologie de la Nouvelle-Écosse
- 1941
- 1942
- 1943
- 1944
- 1945
- 1946
- 1947
- 1948
- 1949

Cette page concerne des événements d'actualité qui se sont produits durant l'année 1945 dans la province canadienne de la Nouvelle-Écosse.

## Politique

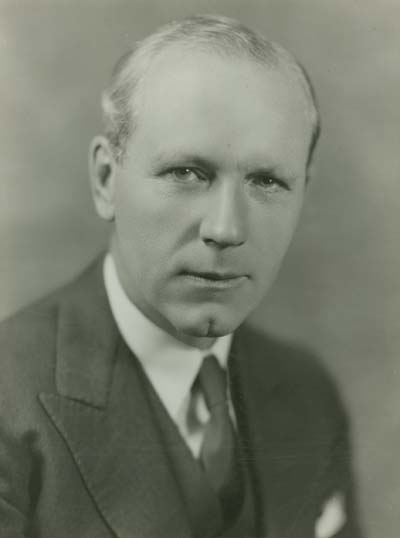
Angus L Macdonald

- Premier ministre : Alexander S. MacMillan puis Angus L. Macdonald
- Chef de l'Opposition :
- Lieutenant-gouverneur : Henry Ernest Kendall
- Législature :

## Naissances
- Joseph Sherman est un poète et un écrivain canadien né à Bridgewater en 1945 et décédé le 9 janvier 2006.

- 16 octobre : Norm Ferguson (né à Sydney) est un joueur de hockey sur glace professionnel canadien qui a joué l'essentiel de sa carrière avec les California Golden Seals de 1968 à 1978.